# Martyniwske (Siedlung)
Martyniwske (ukrainisch Мартинівське; russisch Мартыновское Martynowskoje) ist eine Ansiedlung im Westen der ukrainischen Oblast Mykolajiw mit etwa 2600 Einwohnern (2001).

## Geografie
Martyniwske liegt auf 83 m Höhe, 132 km südlich vom Gemeindezentrum Prybuschany, 13 km südlich vom Rajonzentrum Wosnessensk und etwa 100 km nordwestlich vom Oblastzentrum Mykolajiw. Östlich der Ortschaft verläuft die Regionalstraße P–55.

## Geschichte
Die Siedlung Martyniwske entstand 1913 im Zuge des Baus einer 1914 eröffneten und 1972 elektrifizierten Bahnstation an der Bahnstrecke zwischen Wosnessensk und Wesselynowe, der Name bezieht sich auf das 2 Kilometer westlich liegende Dorf Martyniwske. Bis 1930 bestand die Siedlung aus 4 bis 5 Hütten unmittelbar an der Bahnstation. 1953 wurde nördlich der Ortschaft ein Flugplatz gebaut. Am Flugplatz wurde ein Fliegerregiment stationiert, das mit Flugzeugen der Typen Iljuschin Il-10, MIG-15 und MIG-17 ausgerüstet war und im Laufe der Zeit über Suchoi Su-7, MIG-27 und MIG-29 verfügte. Martyniwske wurde zu einer Garnison, die man 1961 an das Stromnetz anschloss. Im Ort entstand ein Kindergarten, eine Schule, eine Poststation und eine Kirche. Am 1. November 2003 wurde das Regiment aufgelöst.
Am 20. Juli 2016 wurde die Ansiedlung ein Teil der neugegründeten Landgemeinde Prybuschany, bis dahin war es Teil der Landratsgemeinde Prybuschany im Südwesten des Rajons Wosnessensk.